# Grand Prix automobile d'Italie 1971
Résultats du Grand Prix d'Italie de Formule 1 1971 qui a eu lieu sur le circuit de Monza le 5 septembre 1971.

## Classement
| Pos  | N° | Pilote             | Écurie                | Tours | Temps/Abandon      | Grille | Points |
| ---- | -- | ------------------ | --------------------- | ----- | ------------------ | ------ | ------ |
| 1    | 18 | Peter Gethin       | BRM                   | 55    | 1 h 18 min 12 s 60 | 11     | 9      |
| 2    | 25 | Ronnie Peterson    | March-Ford            | 55    | + 0 s 01           | 6      | 6      |
| 3    | 2  | François Cevert    | Tyrrell-Ford          | 55    | + 0 s 09           | 5      | 4      |
| 4    | 9  | Mike Hailwood      | Surtees-Ford          | 55    | + 0 s 18           | 17     | 3      |
| 5    | 19 | Howden Ganley      | BRM                   | 55    | + 0 s 61           | 4      | 2      |
| 6    | 12 | Chris Amon         | Matra                 | 55    | + 32 s 36          | 1      | 1      |
| 7    | 14 | Jackie Oliver      | McLaren-Ford          | 55    | + 1 min 24 s 83    | 13     |        |
| 8    | 5  | Emerson Fittipaldi | Lotus-Pratt & Whitney | 54    | + 1 tour           | 18     |        |
| 9    | 20 | Jo Siffert         | BRM                   | 53    | + 2 tours          | 3      |        |
| 10   | 28 | Jo Bonnier         | McLaren-Ford          | 51    | + 4 tours          | 21     |        |
| Abd. | 10 | Graham Hill        | Brabham-Ford          | 47    | Boîte de vitesses  | 14     |        |
| Nc.  | 26 | Jean-Pierre Jarier | March-Ford            | 47    | Non classé         | 24     |        |
| Nc.  | 24 | Mike Beuttler      | March-Ford            | 41    | Moteur             | 16     |        |
| Abd. | 16 | Henri Pescarolo    | March-Ford            | 40    | Suspension         | 10     |        |
| Abd. | 23 | Andrea de Adamich  | March-Alfa Romeo      | 33    | Moteur             | 20     |        |
| Abd. | 4  | Clay Regazzoni     | Ferrari               | 17    | Moteur             | 8      |        |
| Abd. | 3  | Jacky Ickx         | Ferrari               | 15    | Moteur             | 2      |        |
| Abd. | 30 | Jackie Stewart     | Tyrrell-Ford          | 15    | Moteur             | 7      |        |
| Abd. | 22 | Nanni Galli        | March-Ford            | 11    | Panne électrique   | 19     |        |
| Abd. | 11 | Tim Schenken       | Brabham-Ford          | 5     | Suspension         | 9      |        |
| Abd. | 27 | Silvio Moser       | Bellasi-Ford          | 5     | Suspension         | 22     |        |
| Abd. | 21 | Helmut Marko       | BRM                   | 3     | Moteur             | 12     |        |
| Abd. | 7  | John Surtees       | Surtees-Ford          | 3     | Moteur             | 15     |        |
| Abd. | 8  | Rolf Stommelen     | Surtees-Ford          | 0     | Accident           | 23     |        |

Légende :
- Abd.=Abandon

## Pole position et record du tour
- Pole position : Chris Amon en 1 min 22 s 40 (vitesse moyenne : 251,214 km/h).
- Meilleur tour en course : Henri Pescarolo en 1 min 23 s 8 au 9e tour (vitesse moyenne : 247,017 km/h).

## Tours en tête
- Clay Regazzoni : 4 (1-3 / 9)
- Ronnie Peterson : 23 (4-7 / 10-14 / 17-22 / 24 / 26 / 33 / 47-50 / 54)
- Jackie Stewart : 1 (8)
- François Cevert : 7 (15-16 / 23 / 31-32 / 34 / 36)
- Mike Hailwood : 5 (25 / 27 / 35 / 42 /51)
- Jo Siffert : 3 (28-30)
- Chris Amon : 9 (37-41 / 43-46)
- Peter Gethin : 3 (52-53 / 55)

## À noter
- 1re et unique victoire pour Peter Gethin.
- 16e victoire pour BRM en tant que constructeur.
- 17e victoire pour BRM en tant que motoriste.
- À l'issue de cette course, Tyrell est championne du monde des constructeurs.
- Avec 61 centièmes de seconde entre le premier (Peter Gethin) et le cinquième (Howden Ganley), cette arrivée reste la plus serrée de toute l'histoire de la Formule 1.